# Andrásfa
Andrásfa é um município da Hungria, situado no condado de Vas. Tem 8,23 km² de área e sua população em 2015 foi estimada em 236 habitantes.